# Kanadas Grand Prix 1979
Kanadas Grand Prix 1979 var det fjortonde av 15 lopp ingående i formel 1-VM 1979.  

## Resultat
1. Alan Jones, Williams-Ford, 9 poäng
2. Gilles Villeneuve, Ferrari, 6
3. Clay Regazzoni, Williams-Ford, 4
4. Jody Scheckter, Ferrari, 3
5. Didier Pironi, Tyrrell-Ford, 2
6. John Watson, McLaren-Ford, 1
7. Ricardo Zunino, Brabham-Ford
8. Emerson Fittipaldi, Fittipaldi-Ford
9. Jan Lammers, Shadow-Ford
10. Mario Andretti, Lotus-Ford (varv 66, bränslebrist)

### Förare som bröt loppet
- Nelson Piquet, Brabham-Alfa Romeo (varv 61, växellåda)
- Vittorio Brambilla, Alfa Romeo (52, bränslesystem)
- Jacky Ickx, Ligier-Ford (47, växellåda)
- Jean-Pierre Jarier, Tyrrell-Ford (33, motor)
- Derek Daly, Tyrrell-Ford (28, motor)
- Hector Rebaque, Rebaque-Ford (26, chassi)
- Jean-Pierre Jabouille, Renault (24, bromsar)
- Elio de Angelis, Shadow-Ford (24, tändning)
- Carlos Reutemann, Lotus-Ford (23, upphängning)
- Riccardo Patrese, Arrows-Ford (20, snurrade av)
- Patrick Tambay, McLaren-Ford (19, motor)
- René Arnoux, Renault (14, olycka)
- Hans-Joachim Stuck, ATS-Ford (14, olycka)
- Jacques Laffite, Ligier-Ford (10, motor)

### Förare som ej startade
- Niki Lauda, Brabham-Alfa Romeo

### Förare som ej kvalificerade sig
- Jochen Mass, Arrows-Ford
- Marc Surer, Ensign-Ford
- Keke Rosberg, Wolf-Ford
- Alex Ribeiro, Fittipaldi-Ford
- Arturo Merzario, Merzario-Ford